# Прескот Вали (Аризона)
Прескот Вали (енгл. Prescott Valley) град је у америчкој савезној држави Аризона. По попису становништва из 2010. у њему је живело 38.822 становника.

## Демографија
Према попису становништва из 2010. у граду је живело 38.822 становника, што је 15.287 (65,0%) становника више него 2000. године.
| Група             | 2000.          | 2010.          |
| Белци             | 20.120 (85,5%) | 30.588 (78,8%) |
| Афроамериканци    | 114 (0,5%)     | 324 (0,8%)     |
| Азијати           | 129 (0,5%)     | 465 (1,2%)     |
| Хиспаноамериканци | 2.617 (11,1%)  | 6.484 (16,7%)  |
| Укупно            | 23.535         | 38.822         |